# Colonial Skimmer
El Colonial Model C-1 Skimmer es un pequeño hidrocanoa anfibio estadounidense monomotor construido por la empresa Colonial Aircraft Corporation. Fue el inicio de una serie de aviones muy similares diseñados por David Thurston.

## Historia y desarrollo
En 1946 David B. Thurston fundó en Sandford , Maine, la Colonial Aircraft Corporation para construir su diseño de un pequeño avión anfibio, el Skimmer.
El resultado del diseño fue un monoplano de ala alta totalmente metálico con un casco de un solo rediente, flaps de borde de fuga de accionamiento hidráulico extendido a lo largo del 80% de la envergadura alar y dotado de flotadores estabilizadores bajo cada ala. Un tren de aterrizaje triciclo retráctil permite la operatividad en tierra. El motor Avco Lycoming con una turbina de impulso esta montado en un soporte sobre el fuselaje y acciona una hélice impulsora.
Tiene un asiento de piloto a un lado y al otro lado un asiento de pasajero, contando con un espacio adicional en la parte posterior para otro pasajero.
Una variante mejorada de cuatro asientos fue el C-2 Skimmer IV que tras el paso por diversas compañías pasó a llamarse Lake Buccaneer.

## Especificaciones
- Tripulación: 1 piloto
- Capacidad: 2 pasajeros
- Longitud: 7,16 m
- Envergadura: 10,36 m
- Altura: 2,69 m
- Superficie alar: 14,00 m²
- Peso en vacío. 646 kg
- Peso neto: 975 kg
- Número de motores: 1
- Tipo: pistón de cuatro cilindros
- Modelo: Avco Lycoming O-320
- Potencia: 112 kW (150 cv)

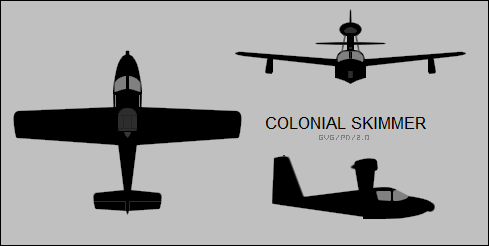

- Velocidad máxima: 201 km/h (125 mph)
- Alcance: 805 km (500 millas)